# Archoleptoneta schusteri
Espèce
Archoleptoneta schusteri est une espèce d'araignées aranéomorphes de la famille des Archoleptonetidae.

## Distribution
Cette espèce est endémique de Californie aux États-Unis,. Elle se rencontre du comté de Sonoma au comté de Monterey.

## Description
Le mâle holotype mesure 1,3 mm et la femelle paratype 1,3 mm.
Le mâle décrit par Ledford et Griswold en 2010 mesure 1,36 mm et la femelle 1,45 mm, les mâles mesurent de 1,23 à 1,77 mm et les femelles de 1,45 à 1,82 mm.

## Systématique et taxinomie
Cette espèce a été décrite par Gertsch en 1974.

## Étymologie
Cette espèce est nommée en l'honneur de Robert O. Schuster.

## Publication originale
- Gertsch, 1974 : « The spider family Leptonetidae in North America. » The Journal of Arachnology, vol. 1, no 3, p. 145-203 (texte intégral).